# Miles Griffith
Miles Lloyd Griffith (* 13. Mai 1969 in Brooklyn, New York City; † 2. April 2025) war ein
amerikanischer Jazzsänger.

## Leben und Wirken
Griffith wuchs in einer musikalischen Familie auf, die karibische Wurzeln hat; sein Vater spielt Steel Drums, seine Mutter ist eine Gospelsängerin. Griffith begann bereits als Kind aufzutreten; 1980 hatte er eine kleine Rolle im Film One Trick Pony mit Paul Simon. Dann sang er im Boys Choir of Harlem (1982–1983, 1985), mit dem er auch mehrfach auf Tournee ging. Er schloss 1987 eine klassische Gesangsausbildung an der La Guardia High School of Music and Performing Arts ab, besuchte aber zugleich wöchentlich den Workshop von Barry Harris. Weiter erhielt er Unterricht bei Marion Cowings (1987–1990) und Pete Yellin (1988–1991), um 1991 einen Bachelor an der Long Island University zu erwerben, wo er bei Jay Clayton studierte. Dann besuchte er das Queens College, wo ihn Donald Byrd, Roland Hanna und Richard Harper unterrichteten (Master 1995).
1994 verkörperte er eine der Hauptrollen („Jesse“) in Wynton Marsalis’ Stück Blood on the Fields; er nahm sowohl an der Uraufführung teil als auch an der Radioproduktion im selben Jahr und der Studioaufnahme 1995, die 1997 mit dem Pulitzer-Preis ausgezeichnet wurde; im selben Jahr war er mit dem Stück auf Welttournee.
In den späten 1990er Jahren gehörte er zu Jon Hendricks’ Explosion, James Williams’ ICU, der Bigband von Jimmy Heath sowie zu Jack Walraths Master of Suspense, für die er auch Liedtexte schrieb. Daneben arbeitete er mit Roy Hargrove, Bill Saxton, Carl Allen, Barry Harris, Bruce Barth und Pamela Baskin Watson. Dann gründete er eigene Gruppen, zunächst Miles Griffith: Voice, Drums and Dance, mit dem Posaunisten Jamal Haynes, den Perkussionisten Taru Alexander und David Pleasant, den Bassisten Dwayne Burno und Vattel Cherry und verschiedenen bildenden Künstlern. Daneben arbeitete er für Cassandra Wilson, T. S. Monk, das Sun Ra Archestra, Wilber Morris und Bill Lee und dessen Mo‘ Better Blues Quartet. In den letzten Jahren war er auch mit Yoron Israel & Key Player sowie mit Gerry Eastmans Williamsburg Music Center Band unterwegs. Er ist auch auf Alben mit Mark Elf, Bill Mobley und Jamaaladeen Tacuma zu hören.
Griffiths gehörte von 2005 bis 2008 zum Lehrkörper der Columbia University, dann dem des Queens College und der New School. Daneben lehrte er in Groningen, in Novo Mesto und Izola. Er lebte zuletzt in Highland Falls, NY, und starb im Alter von 55 Jahren im Montefiore Hospital in der Bronx.

## Diskographische Hinweise
- Spiritual Freedom (1999)
- Love Theme Live at Caviarteria (2000);
- Jack Walrath - Miles Griffith Get Hit in Your Soul  (ACT 2000, mit der WDR Big Band Köln)
- Miles Griffith/Tony Pancella I Found You (2001)
- Vered Dekel/Miles Griffith Expanded Interpretations (2002)
- Miles Griffith/Michael Stevens Only Love (Artists Recording Collective 2010, mit Dominique Girod, Dieter Ulrich)